# Danny Carey
Pour les articles homonymes, voir Carey.
Daniel « Danny » Edwin Carey, né le 10 mai 1961 à Lawrence (Kansas), est le batteur du groupe américain Tool.

## Biographie
Danny Carey passe son enfance et son adolescence à Kansas City.
Il étudie d'abord la caisse claire, puis la batterie en apprenant le jazz pendant qu'il était au lycée, mais il refuse de se présenter à l'examen de fin de cycle. Plus tard, il s’initie aux techniques des tablas avant d'incorporer des sons de percussions multiples et variés (des toms africains aux tablas, aux sons de synthèse qu'il collectionne d'ailleurs) dans son jeu.
Batteur rock de Tool, son groupe le plus célèbre, ainsi que de Green Jello et Pigmy Love Circus, il a aussi accompagné le groupe Pigface sur une tournée. Il officie également au sein de Volto! (en).
Danny Carey a participé à de nombreux albums notamment pour les groupes : Zaum, Skinny Puppy, Adrian Belew de King Crimson, Carole King, Collide, The Wild Blue Yonder, Lusk, ainsi que pour les Melvins.
Plus récemment, il a rejoint Adrian Belew avec Les Claypool pour quelques morceaux sur deux albums d'une trilogie : Side One et Side Three. Il rejoint d'ailleurs Les Claypool en tant que remplaçant à la batterie pour Primus, le groupe de ce dernier lors de la tournée 2014.
Responsable de l'aspect ésotérique de Tool, il collectionne entre autres des éditions rares des œuvres d'Aleister Crowley, un occultiste anglais ayant vécu au XIXe siècle. Cet intérêt pour les choses cachées, secrètes, lui vient sans doute de son père, franc-maçon. Il utilise la géométrie sacrée pour favoriser le rituel musical, la concentration de l'esprit. Certains éléments de sa batterie possèdent d'ailleurs des figures géométriques telles que l'hexagramme unicursal liées à son intérêt pour le magickal art, car selon lui, le fait de jouer de la batterie serait comme une sorte de rituel occulte.
Il rencontra ses futurs camarades de Tool alors qu'il travaillait à dupliquer des cassettes à Los Angeles. Il était voisin de Maynard James Keenan et connaissait Adam Jones par le biais de Tom Morello. Appelé pour remplacer des candidats qui ne s'étaient pas présentés au poste de batteur au sein du groupe, Danny Carey n'a pas eu besoin d'auditionner pour le rejoindre. Danny Carey est un grand admirateur de John Bonham.

## Équipement
Kit : Sonor, Jeff Ocheltree
- 14x8", caisse claire Jeff Ocheltree Custom Bronze
- 8x8", tom Jeff Ocheltree Custom Bronze
- 10x10", tom Jeff Ocheltree Custom Bronze
- 14x14" ou 14x16" tom
- 16x16" ou 16x18" Tom
- 22x18", grosse caisse Jeff Ocheltree Custom Bronze
- 24x18", grosse caisse Jeff Ocheltree Custom Bronze

Cymbales : Paiste
- 13" Signature Sound Edge Hi-Hat
- 22" Signature Dry Heavy Ride
- 18" Signature Full Crash
- 22" Signature Thin China
- 20" Signature Power Crash
- 22" 2002 Novo China (auparavant et encore parfois : 24" 2002 Novo China)
- 11/18" Noise Works Dark Buzz China
- 8" New Signature Dark Energy Splash Mark I
- 10" New Signature Dark Energy Splash Mark I
- 7.5" 2002 Cup Chime
- 8" 2002 Cup Chime
- 6" 2002 Accent Cymbal
- 8" Signature Bell
- 5" 2002 Cup Chime
- 40" Symphonic Gong